# Цефарович, Виктор Леопольд фон
Виктор Леопольд фон Цефарович (нем. Victor Leopold von Zepharovich; 1830—1890) — австрийский геолог и минералог, член-корреспондент российской Императорской академии наук (1887).
На протяжении последних 150 лет минералогический словарь Цефаровича остается одним из самых цитируемых источников в геологической литературе.

## Биография
Родился 13 апреля 1830 года в Вене в семье секретаря министра финансов.
Обучаясь в венской гимназии, заинтересовался естественными науками и минералами, однако по её окончании поступил на юридический факультет университета Вены (1848). Из-за студенческих волнений революционных событий 1848—1849 годов в Австрийской империи университет периодически закрывали и Виктор Цефарович был вынужден его оставить. Он стал посещать курсы в Минеральном кабинете Императорского естественноисторического придворного музея Вены, где читали лекции по минералогии, палеонтологии, общей и аналитической химии. На курсах Цефарович ознакомился также с минералогической коллекцией музея, которая насчитывала в то время более 30 000 минералов, пород и ископаемых организмов. В 1849 году он отправился в путешествие по Западной Галиции, Богемии, Тиролю, побывав в Зальцбурге
и Венеции.
В этом же году Цефарович стал слушателем Горной академии в Шемнице (ныне Банска-Штьявница, Словакия). Окончив четырёхгодичный курс обучения за два года, он окончил академию в 1851 году. Вернувшись в Вену, он работал волонтером в Минеральном кабинете, затем также волонтером в 1852 году начал сотрудничество с Геологической службой Австрии. За следующие пять лет работы составил несколько геологических карт Южной и Юго-Западной Богемии, проводил съемку в Южной Богемии и исследовал окрестности Стракoнице (ныне Чехия). Описал семь открытых им минералов — яулингит (1855),
баррандит (1867), сфаерит (1867), диафорит (1871), коринит (1872) и сингенит (1873) из месторождений близ города Калуш (ныне Украина).
С 1861 года Цефарович работал в университете Граца. В 1862 году он принимал участие в создании Естественнонаучного общества Штирии, став его первым секретарем. С 1864 года и до конца жизни научная деятельность учёного была связана с Карловым университетом в Праге, где он читал курс минералогии на философском факультете. В 1868 году провел инвентаризацию университетской минералогической коллекции и составил её опись. В 1872 году Цефарович был назначен деканом факультета философии.
Умер 24 февраля 1890 года в Праге.
В его честь в 1869 году был назван минерал цефаровичит, известный сейчас как вавеллит, а название цефаровичит осталось как синоним.

## Заслуги
Виктор Леопольд фон Цефарович был удостоен государственных наград Австрии — кавалер oрдена Железной короны 3-го класса и обладатель Большой золотой медали за заслуги в области культуры и науки. В 1865 году он был избран членом-корреспондентом, а в 1885 году — действительным членом Императорской академии наук в Вене. Также Цефарович был членом многих других естественнонаучных обществ в Гёрлице, Марбурге, Брюнне, Регенсбурге, Аугсбурге и Пфальце. С 1864 года был членом Чешского ученого общества, в течение десяти лет — председателем Литературного общества в Праге.
Научные заслуги Виктора Цефаровича получили признание и в России. В 1858 году он был избран действительным членом Императорского Московского общества испытателей природы. С 1864 года состоял членом Императорского минералогического общества в Санкт-Петербурге. В связи с 50-летием Минералогического общества он был награждён в 1867 году oрденом Св. Анны 2-й степени. 5 декабря 1887 года он был избран членом-корреспондентом Императорской Санкт-Петербургской академии наук по разряду физических наук Физико-математического отделения.